# Dik Manusch
Dik Manusch — уличная газета, основанная в 2015 году и издающаяся в Швеции.
Впервые опубликована в начале 2015 года и сосредоточена на провинцию Вестерботтен. Газета пытается помочь бездомным мигрантам из Европейского Союза, прежде всего цыганам с Балкан, особенно Румынии, чтобы они обеспечивали себя, а не прибегали к попрошайничеству. Свободно распространяемая среди мигрантов, каждая газета продается за 50 шведских крон, а прибыль полностью остается у продавца. 
Другой целью газеты является проведение дебатов в шведском обществе об условиях, с которыми сталкиваются мигранты.
Подготовка к выпуску газеты начались в 2014 году по предложению Илиле Димитру, который видел, как бездомные продавали уличную газету «Situation Sthlm» в Стокгольме. Газета была создана ассоциацией «САМС», коалицией из нескольких различных организаций и церквей в Шеллефтео . 
Первый выпуск, с 5000 экземплярами был напечатан редакцией «Norran», полноценный материал создан с помощью различных писателей на некоммерческой основе. Второй выпуск, с 15 000 экземплярами, был также напечатан «Norran» и финансировался на добровольные пожертвования. Для поддержки газеты была сформирована ассоциация Друзья Дик Manusch .